# Іван Грозний і син його Іван 16 листопада 1581 року
«Іван Грозний і син його Іван 16 листопада 1581 року» (також картина відома під назвою «Іван Грозний вбиває свого сина»; рос. Иван Грозный и сын его Иван 16 ноября 1581 года) — картина видатного українського художника Іллі Рєпіна, написана у 1883—1885 роках. Належить до колекції Третьяковської галереї. Розміри картини — 199,5 × 254 см.
Сюжет картини описує епізод з життя царя Івана IV Грозного, коли той під час сварки з сином Іваном забив його до смерті посохом. На картині зображений божевільний цар весь у сльозах, що у розкаянні тримає свого мертвого сина. Картина всебіч наповнена красномовними дрібницями, які надають їй потрібної для художника атмосфери.
Картина експонувалась на тринадцятій виставці «пересувників», а відтак її заборонили для показу. Павлу Третьякову, покупцеві картини, заборонили допускати її на виставки та представляти публіці.

## Пошкодження картини
25 травня 2018 року о 21:00 від співробітника охорони надійшло повідомлення до поліції про пошкодження картини «Іван Грозний і син його Іван». Прибулі на місце співробітники поліції затримали громадянина, який металевим стовпчиком огорожі розбив скло картини і пошкодив полотно. За даним фактом порушено кримінальну справу за частиною 1 статті 243 КК РФ (знищення або пошкодження об'єктів культурної спадщини народів РФ). 
Картині завдані серйозні пошкодження, вона вилучена з постійної експозиції. Полотно прорване в трьох місцях в центральній частині роботи на фігурі царевича. Від падіння скла сильно постраждала авторська художня рама. Завдяки щасливому випадку найцінніше - зображення осіб і рук царя і царевича — не постраждали.
Вандал пояснив, що його обурили недостовірні історичні факти, зображені відомим живописцем. Виявилося, що скло, яке розбив нападник, не мало антивандального покриття, хоча за документами музею воно є. З поданих до суду матеріалів випливає, що збиток, завданий Третьяковській галереї, становить понад 500 тисяч рублів.